# Orhon

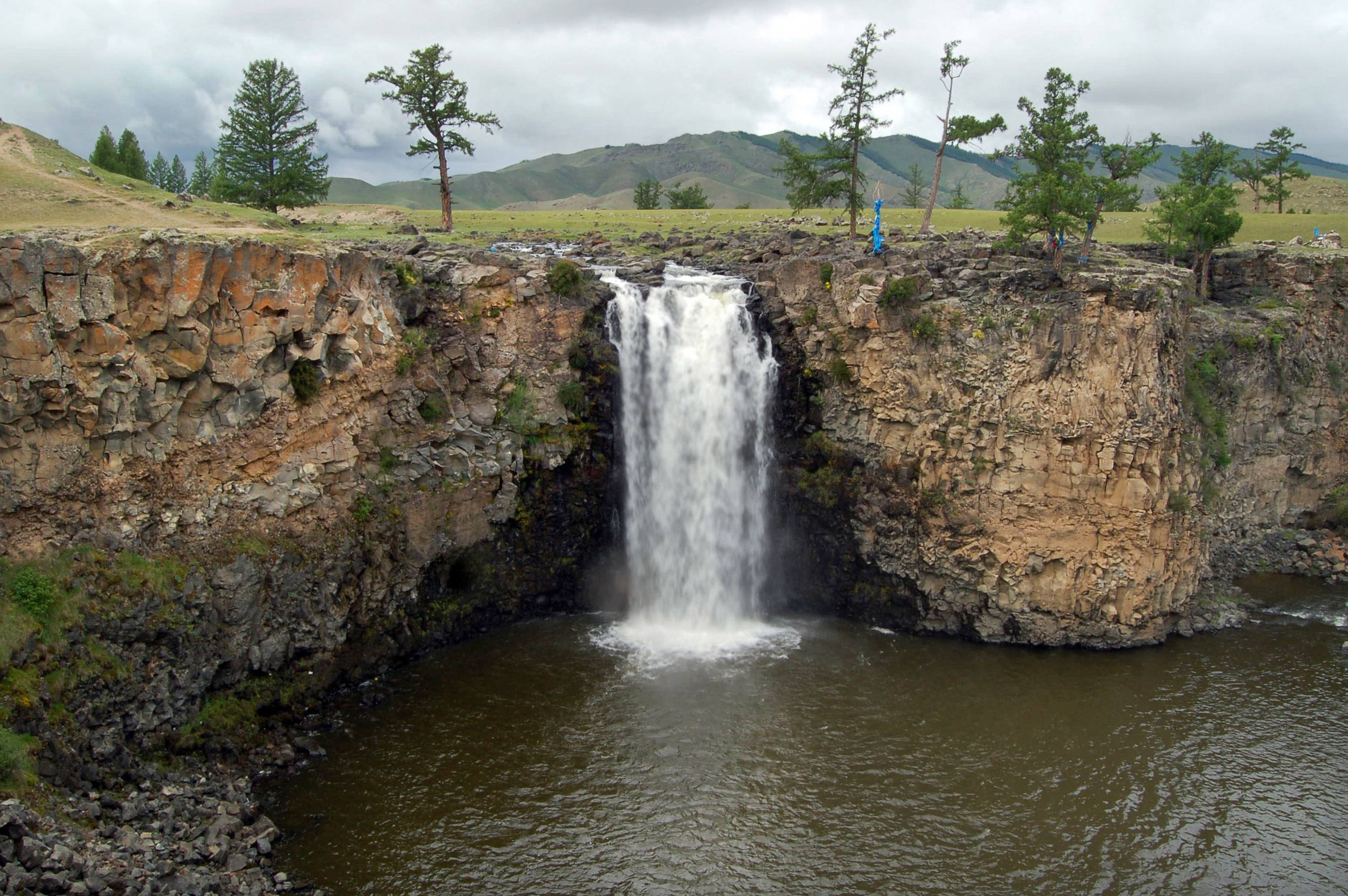
Az Ulán Cutgalan vízesés

Az Orhon folyó (halha mongol: Орхон гол, t.á.: Orxon gol, kiejtés szerint: Arkhan gol) Mongólia leghosszabb folyója. Az Orhon történelmi szempontból is jelentős, ugyanis völgyében volt az egykori Ujgur Kaganátus, majd később a Mongol Birodalom központja. Az Orhon folyó völgye 2004-ben felkerült az UNESCO világörökségi helyszínek listájára.

## Földrajz
Az Orhon a Hangáj-hegységben, Észak-Hangáj tartományban ered, és az orosz határ közelében a Szelenge folyóba ömlik, mely a Bajkál-tóba torkollik. Teljes hossza 1124 km, így Mongólia leghosszabb folyója. 
Novembertől a folyón megjelennek a jégtáblák, majd lassan az egész folyó befagy. A jég csak május közepén töredezik fel, amikor a hóolvadás miatt a folyó vízszintje megnő.
Jelentősebb mellékvizei a Tola és Tamir.

## Látnivalók
A folyó mellett két jelentős ősi város romja van: Kara Balgasun, az Ujgur Kaganátus egykori központja, illetve Karakorum, a Mongol Birodalom fővárosa. Karakorum közvetlen közelében fekszik az Erdeni Dzú kolostor, mely Karakorum romjaiból épült, illetve Harhorin járásközpont.  Ezen kívül az Orhon völgyében több hun halomsírt (kerekszúr) is számon tartanak.

### Orhon vízesés
Egy kisebb mellékfolyó Orhonba torkollásánál alakult ki az Ulán Cutgalan vízesés. A 10 méter széles és 20 méter magas vízesés népszerű turistacélpont. 
A vízesés földrajzi koordinátái: é. sz. 46° 47′ 14″, k. h. 101° 57′ 36″46.787222°N 101.960000°E

## Jelentősebb települések
- Karakorum
- Bulgan (Bulgan tartomány székhelye)
- Erdenet
- Darhan
- Szühebátor (Szelenga tartomány székhelye)